# 阿塔乌拉·阿布·阿马尔·尤努尼
阿塔乌拉·阿布·阿马尔·尤努尼简称“阿塔乌拉”，是活跃于若開邦北部的罗兴亚人叛乱武装——若开罗兴亚救世军（ARSA）的领导者。阿塔乌拉出现在若开罗兴亚救世军发布的几段视频中，他在视频中发表声明和讲话。

## 早年
阿塔乌拉出生于巴基斯坦卡拉奇的一个移民家庭，他的家族为躲避20世纪60年代发生在缅甸若開邦的迫害而移居巴基斯坦。幼年时，他的家庭又迁移到沙特阿拉伯麥加，在那里他就读于一所伊斯蘭學校。后来他成为一名伊玛目为约150,000人的罗兴亚人社区服务。

## 领导叛军
國際危機組織（ICG）在一份报告中表示，在采访了他的团队成员后得知该组织的领导人与沙特阿拉伯有密切的联系。國際危機組織在2016年12月发布的报告中声称，阿塔乌拉在2012年离开沙特阿拉伯，不久之后在若开邦便爆发了宗教动机的暴力事件。缅甸政府新闻稿称，巴基斯坦的塔利班对其进行了六个月的现代游击战训练。ICG的报告指出，虽然没有得到证实，但有迹象表明他去了巴基斯坦，可能还去过其他地方，并且接受了现代游击战的实际训练。该组织的几名成员还向ICG表示，他可能在返回若开邦之前接受了在利比亚的额外培训，但这仍未得到证实。
2016年10月9日，阿塔乌拉带领数百名叛乱分子前往孟加拉国—缅甸边界，攻击缅甸边防警察哨所。一周后，阿塔乌拉出现在网络视频中，声称对这些攻击负责。
2017年8月25日，阿塔乌拉领导第二次大规模袭击，造成71人死亡。